# Julio César Baliño
Julio César Baliño Cotelo (Montevideo, Uruguay, 13 de febrero de 1943 - Flores, 7 de mayo de 2004) fue un abogado y político uruguayo, quien se desempeñó como subsecretario (viceministro) del entonces Ministerio de Vivienda, Ordenamiento Territorial y Medio Ambiente entre 1992 y 1995. 

## Primeros años
Nació en Montevideo el 13 de febrero de 1943.
Cursó estudios en la Facultad de Derecho de la Universidad de la República, hasta obtener el título de abogado, prestando juramento como tal en diciembre de 1974.
En 1991 realizó estudios de posgrado en la Academy of American and International Law de la Southwestern Legal Foundationde la Universidad de Texas en Dallas.
Ejerció su profesión en el estudio jurídico Hughes&Hughes.

## Subsecretario de Vivienda, Ordenamiento Territorial y Medio Ambiente

### Primer período
El 19 de febrero de 1992 el presidente Luis Alberto Lacalle y su nuevo ministro de Vivienda, Ordenamiento Territorial y Medio Ambiente José María Mieres Muró designaron a Baliño como subsecretario de la cartera,sucediendo en dicho cargo a Walter Graiño, quien había sido el primero en ocuparlo.
Permaneció en el puesto hasta el 30 de diciembre del mismo año, en que cesó en el mismo al renunciar el ministro Mieres, conforme a lo dispuesto por el artículo 183 de la Constitución uruguaya.

### Segundo período
No obstante, el 12 de enero de 1993 volvió a ser ratificado como subsecretario por Lacalle y el nuevo ministro Manuel Antonio Romay.
Desempeñó el cargo durante algo más de dos años, hasta la finalización del período presidencial de Lacalle.
Al asumir su segundo mandato Julio María Sanguinetti en marzo de 1995, Romay y Baliño fueron reemplazados como ministro y subsecretario del MVOTMA por Juan Chiruchi y Juan Gabito respectivamente.

## Funcionario de Obras Sanitarias del Estado
Baliño se desempeñó como asesor letrado del Directorio de Obras Sanitarias del Estado (OSE) desde 1991.
En marzo de 1992 fue declarado suspendido en el ejercicio de dichas funciones mientras ocupase el cargo de subsecretario,reincorporándose en diciembre del mismo añopero volviendo a solicitar su suspensión en enero de 1993 al retornar al MVOTMA hasta 1995.
En marzo de 2001 fue designado interinamente como prosecretario general de OSE,cargo que ocuparía hasta su muerte.

## Vida personal
Era hijo de Julio César Baliño Trucco y de María Angélica Cotelo Rubial, quienes se casaran en 1942.
Contrajo matrimonio en 1970 con Elena Rodríguez,con quien tuvo un hijo, Martín Baliño Rodríguez.
Tras divorciarse, se casó en segundas nupcias en 1983 con Sylvia Manuelita Usher Borraz,con quien tuvo otros tres hijos, Alfredo Enrique, María Eugenia y Leandro Baliño Usher.

## Fallecimiento
Julio César Baliño Cotelo falleció el 7 de mayo de 2004, a los 61 años de edad, como consecuencia de un accidente automovilístico por triple colisión ocurrido en el kilómetro 175 de la ruta 3, en el departamento de Flores, cerca de la ciudad de Trinidad, cuando se desplazaba como acompañante en un vehículo oficial de OSE.
El organismo dispuso una investigación administrativaque exoneró de responsabilidad al funcionario conductor del vehículo accidentado.